# Parabrachiella lutiani
Parabrachiella lutiani is een eenoogkreeftjessoort uit de familie van de Lernaeopodidae. De wetenschappelijke naam van de soort is voor het eerst geldig gepubliceerd in 1968 door Pillai.